# Martufello
Fabrizio Maturani, conocido como Martufello (Sezze, 21 de diciembre de 1951), es un comediante, artista de cabaret, humorista y actor italiano.

## Biografía
Empieza su carrera de cómico y cabarettista en las fiestas paesane y en los locales de la provincia de Latina. Durante un suyo espectáculo a Latina, se nota de un manager que, a su vez, lo señala a Pier Francesco Pingitore. Estos, hacia el fin de los años setenta, lo llama como ayudante barzellettiere en su compañía teatral "El Bagaglino".
Martufello liga sucesivamente la propia carrera al Bagaglino, divenendo con el tiempo uno de los miembros más rappresentativi de los espectáculos teatrales, televisivi y cinematográficos metidos en escena del grupo, refinado al 2011 (año de scioglimento de la compañía). A lo largo de los años ochenta, recita también en pequeñas partes en algunas películas de Steno (El tango de los celos, Bonnie y Clyde a la italiana y Sballato, gasato, completamente fundido), en el censurado W la foca de Nando Cicero y en la segunda y última película dirigida de Renzo Arbore "FF.SS." #- Es decir: "...que me tienes propiciado hacer arriba a Posillipo si no me quieres más bien?".
En el 1995 escribe un libro de chistes titulados De más, nin zo', en el cual ripropone sus sketch basados sobre la figura del "burino" (como él mismo se define); en el mismo año es el protagonista de la película Llaves en mano de Mariano Laurenti, sfortunato remake de Lo gran pieza de la Ubalda toda desnuda y toda caliente, en el rol de Baccello de Sarnano.
De septiembre de 2014 forma parte del cast de Adelante otro! sobre Canal 5, en el rol de barzellettiere.
El 25 de julio de 2015 queda víctima de un accidente stradale a Vetralla, devolviendo la fractura del tabique nasale y varias otras equimosis a la cabeza y a las patas.

## Carrera

### Tele
- Biberon (1987-1990) -  Rai 1
- Cocco (1988-1989) -  Rai 2
- Esta noche me butto - (1990)  #- Rai 2
- Crème Caramel (1991) - Rai 1
- Salude y besos (1993) - Rai 1
- Bucce de plátano (1994) - Rai 1
- Beato entre las mujeres (1994-1997) - dapprima sobre Rai 1 y a continuación sobre Canal 5
- Champán! (1995) - Canal 5
- Rosas Rojas (1996) - Canal 5
- Viva el Italia! y Viva las italianas! (1997) - Canal 5
- Grande Caffè (1998) - Canal 5
- La Canción del Siglo (1999) -  Canal 5
- BuFFFoni (2000) - Canal 5
- Saloon (2001) - Canal 5
- Marameo (2002) - Canal 5
- Miconsenta (2003) - Canal 5
- Barbecue (2004) - Canal 5
- Lienzos haces de ti (2005) - Canal 5
- Torcidas a la cara (2006) - Canal 5
- Y yo... pago! (2007) - Canal 5
- Zona Martufello (2007) - Teleuniverso
- Jaula de locos (2008) - Canal 5
- Bonitísima#-Cabaret Anticrisis (2009) - Canal 5
- Adelante otro! (2014) - Canal 5
- Magnamose todo! (2017) - Canal 5
- Usuales desconocidos (2020) - Rai1

### Teatro
- 50 matices de Renzi, texto y regia de Pier Francesco Pingitore (2015)
- Lo blanqueen, regia de Donald Churchill (2019)
- El Presidente #- Valeria Marinos elegida al Quirinale, texto y regia de Pier Francesco Pingitore (2019-2020)

### Filmografía
- Ciao marciano, regia de Pier Francesco Pingitore (1980)
- El casinista, regia de Pier Francesco Pingitore (1980)
- El tango de los celos, regia de Steno (1981)
- Biancaneve & Co., regia de Mario Blancos (1982)
- W la foca, regia de Nando Cicero (1982)
- Atentos a quei P2, regia de Pier Francesco Pingitore (1982)
- Sballato, gasato, completamente fundido, regia de Steno (1982)
- Bonnie y Clyde a la italiana, regia de Steno (1983)
- El tifoso, el árbitro y el futbolista, regia de Pier Francesco Pingitore (1983)
- "FF.SS." #- Es decir: "...que me tienes propiciado hacer arriba a Posillipo si no me quieres más bien?", regia de Renzo Arbore (1983)
- Sfrattato busca casa equo canon, regia de Pier Francesco Pingitore (1983)
- Gargantas ruggenti, regia de Pier Francesco Pingitore (1992)
- Llaves en mano, regia de Mariano Laurenti (1996)
- Ladrones se nace, regia de Pier Francesco Pingitore – película televisión (1997)
- Ladrones se vuelve, regia de Pier Francesco Pingitore – película televisión (1998)
- Villa Ada, regia de Pier Francesco Pingitore – película televisión (2000)
- La casa de las beffe, regia de Pier Francesco Pingitore – películas televisiones (2000)
- De que pecado eres?, regia de Pier Francesco Pingitore – película televisión (2007)
- La partida (2007)
- Aquí a Manduria todo bien (2008)
- Enemigos, regia de Milo Vallone (2020)

## Libros
- Martufello (1995). Di più, nin zo'. Roma: Gremese Editore.
- Martufello (2007). Il riso fa buon sangue... figuriamoci il risotto. Roma: CISU.
- Martufello (2010). Ritete con me... cioè... io. Roma: MGC. ISBN 978-88-488-1177-4.